# Shintō

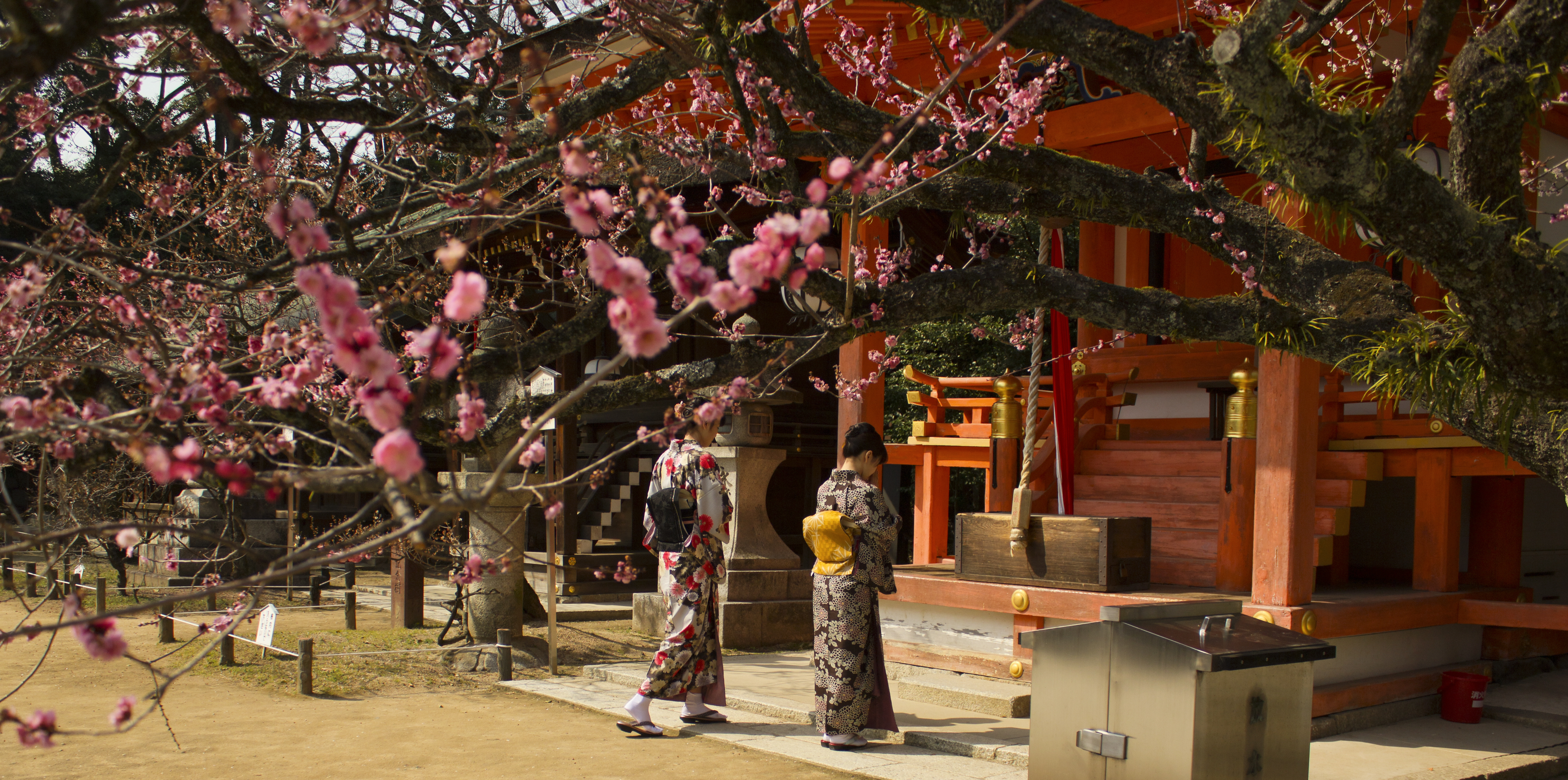
Modlitwa w chramie

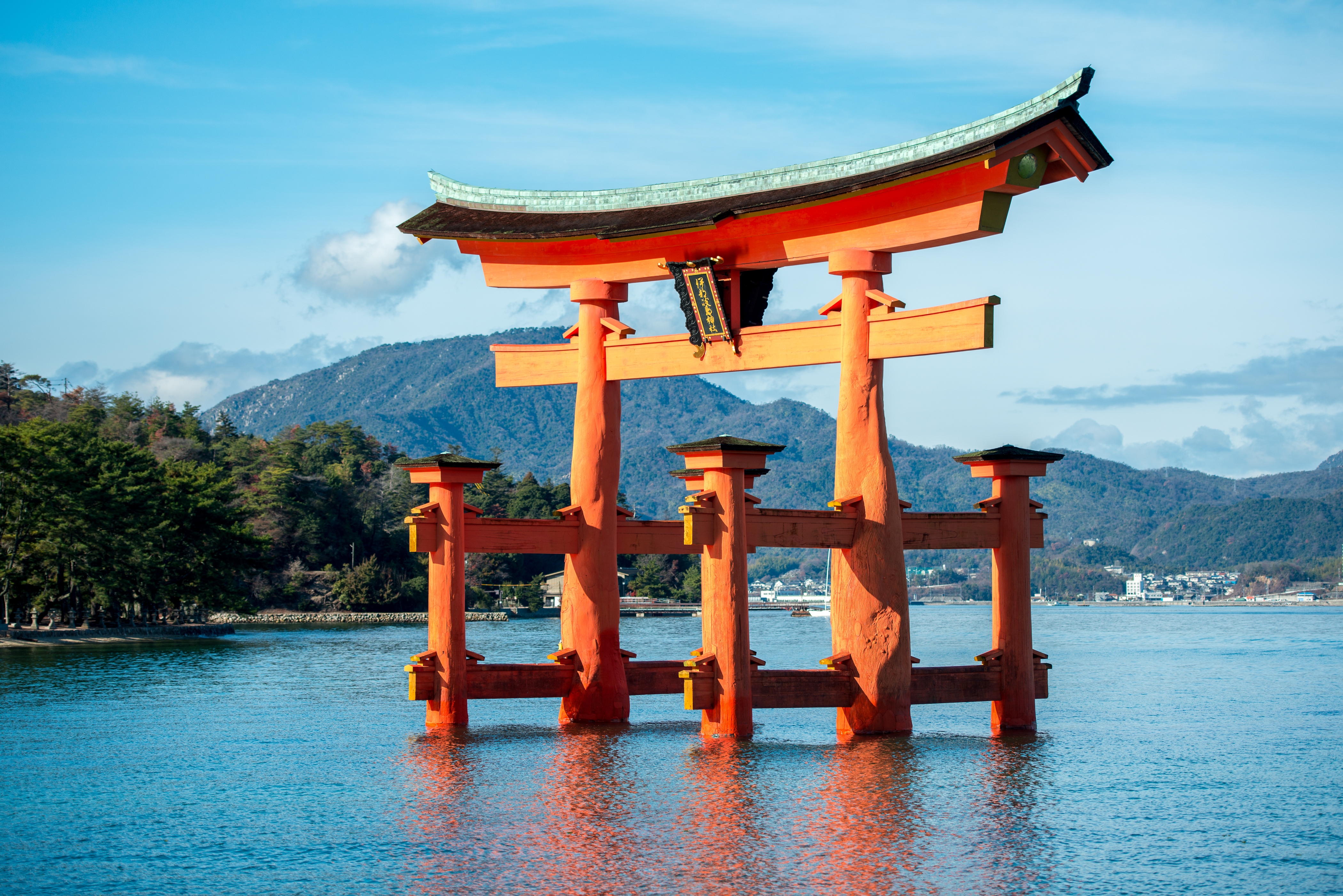
Torii w chramie Itsukushima

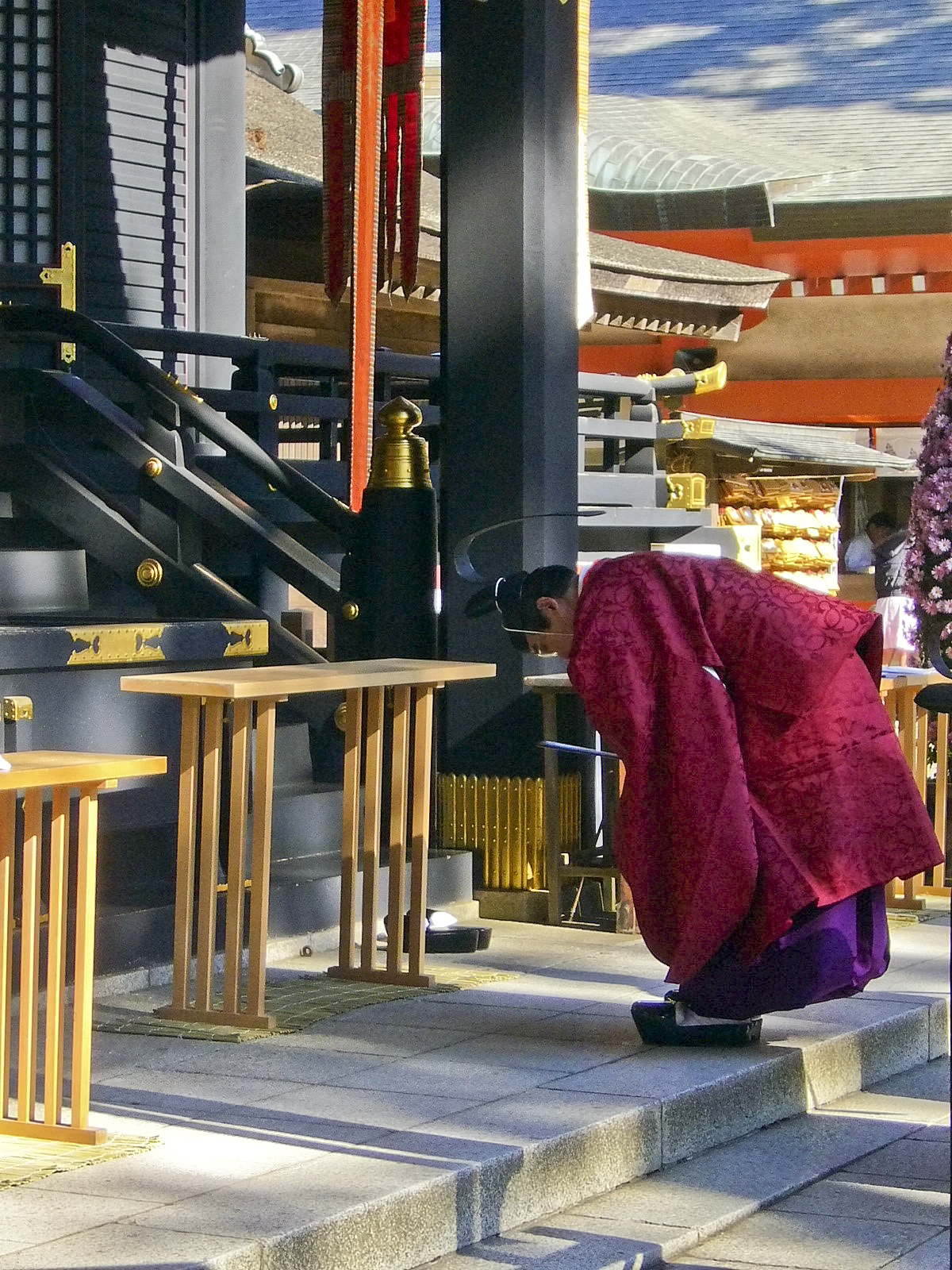
Kannushi – kapłan, chram Katori-jingū, Katori

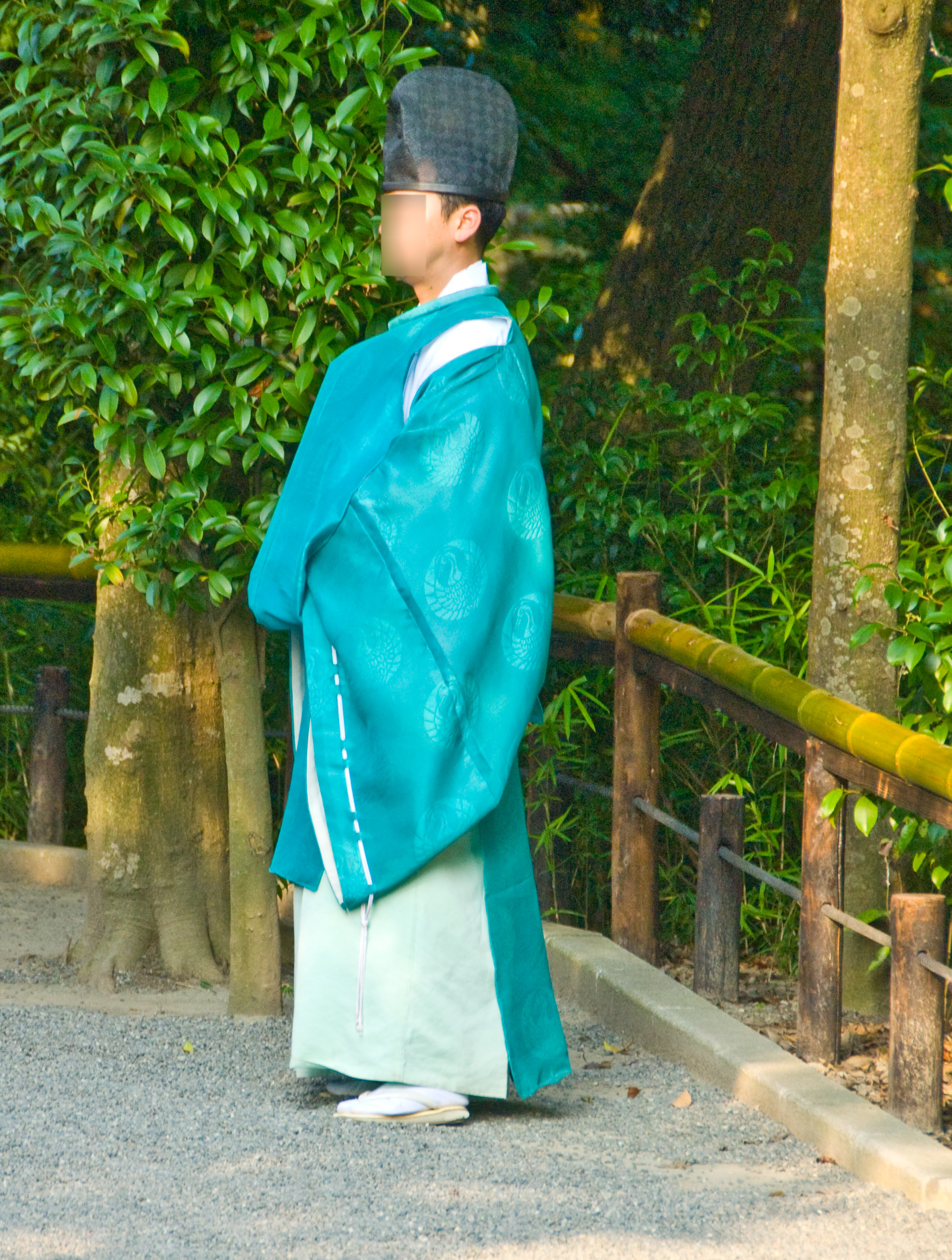
Kapłan shintō w stroju kariginu, na głowie eboshi

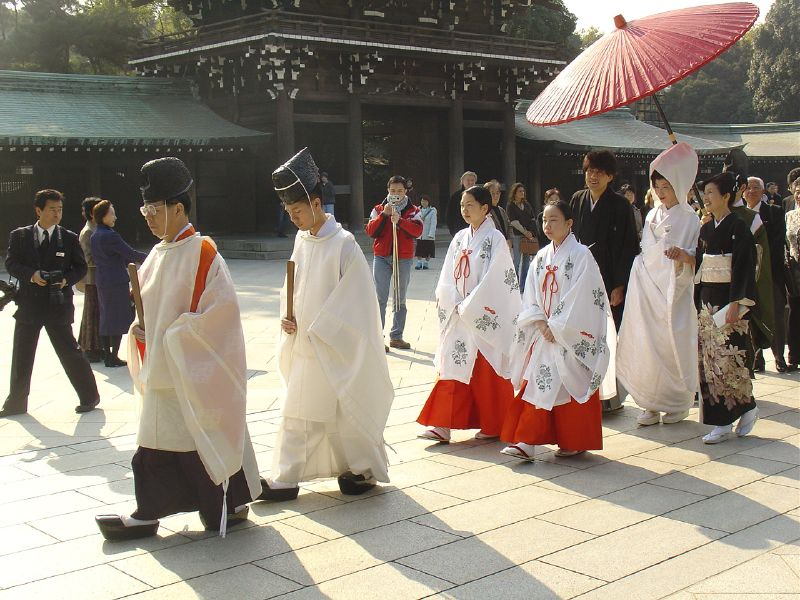
Ceremonia ślubna w Meiji-jingū, Tokio

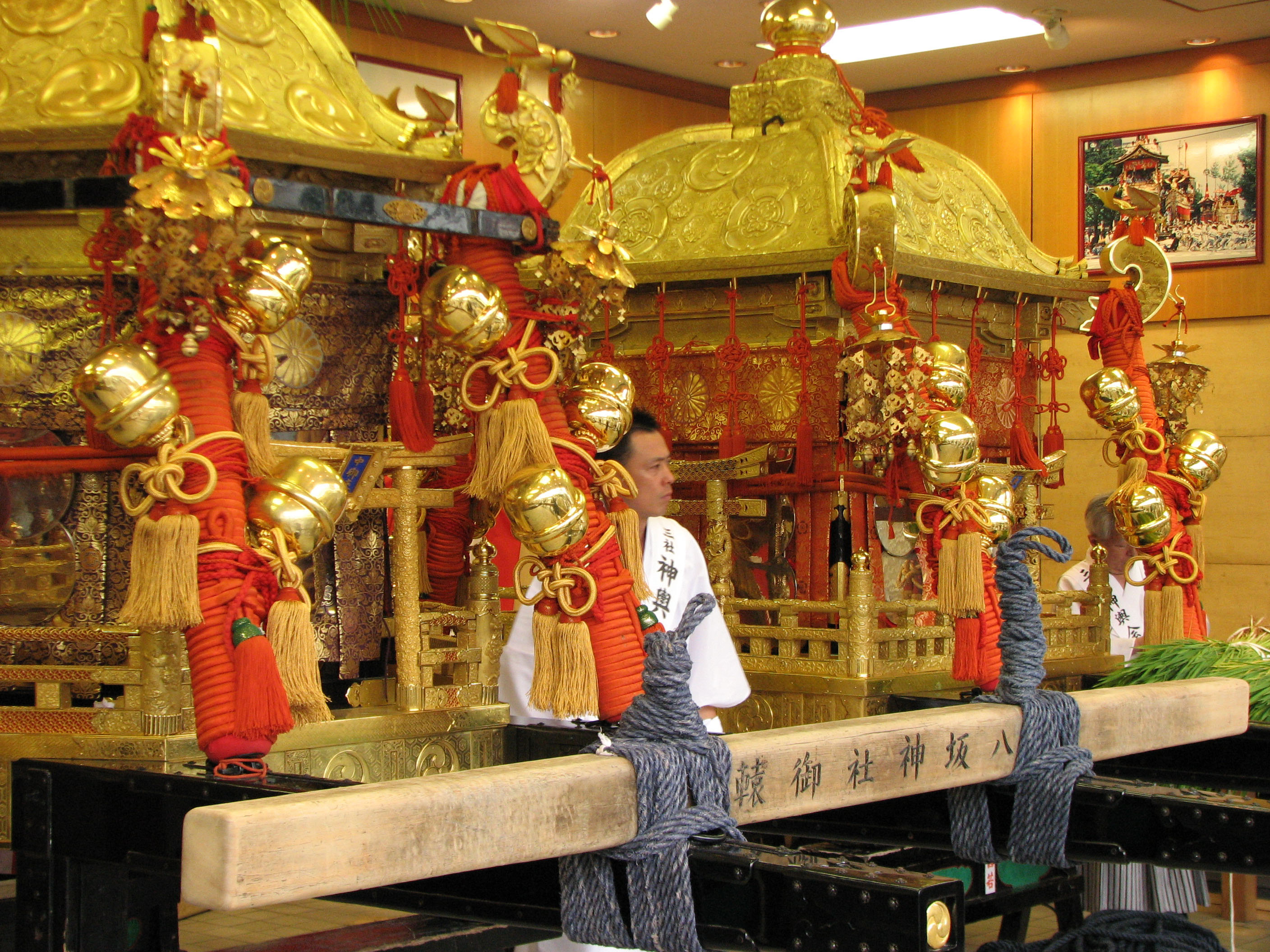
Mikoshi przygotowane do parady

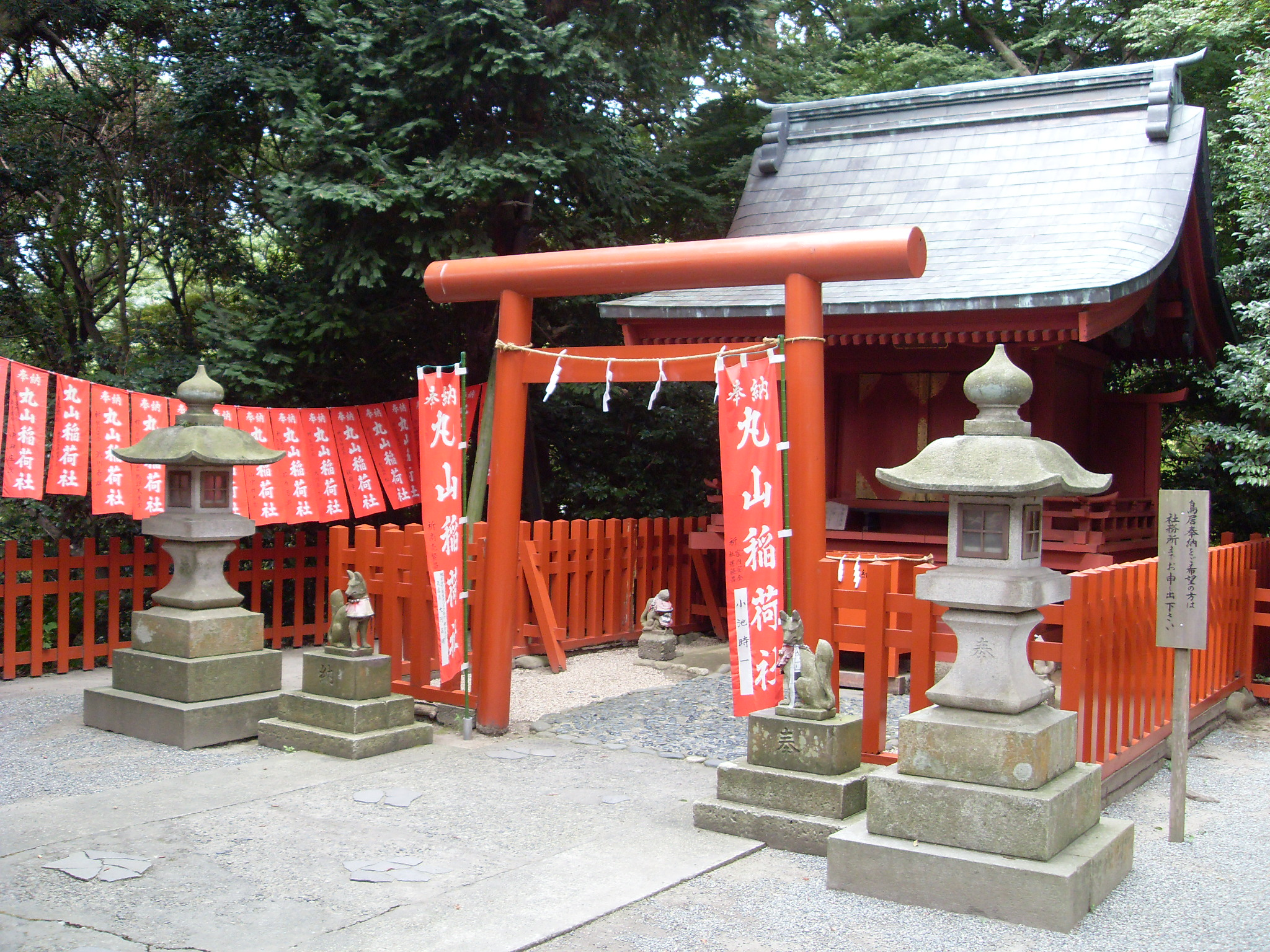
Niewielki chram w Kamakurze

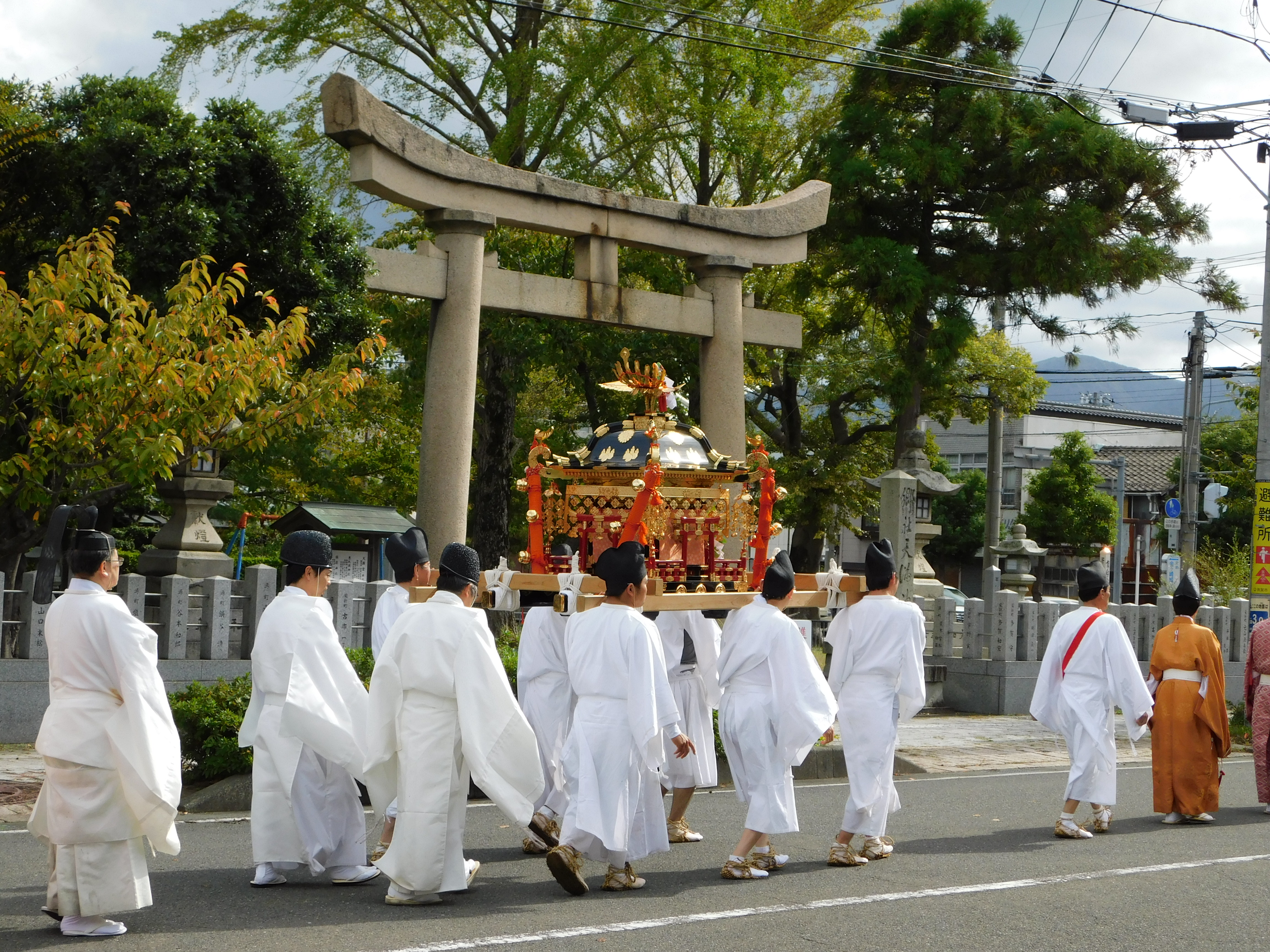
Kapłani niosący mikoshi w czasie matsuri, Tsuruga, prefektura Fukui

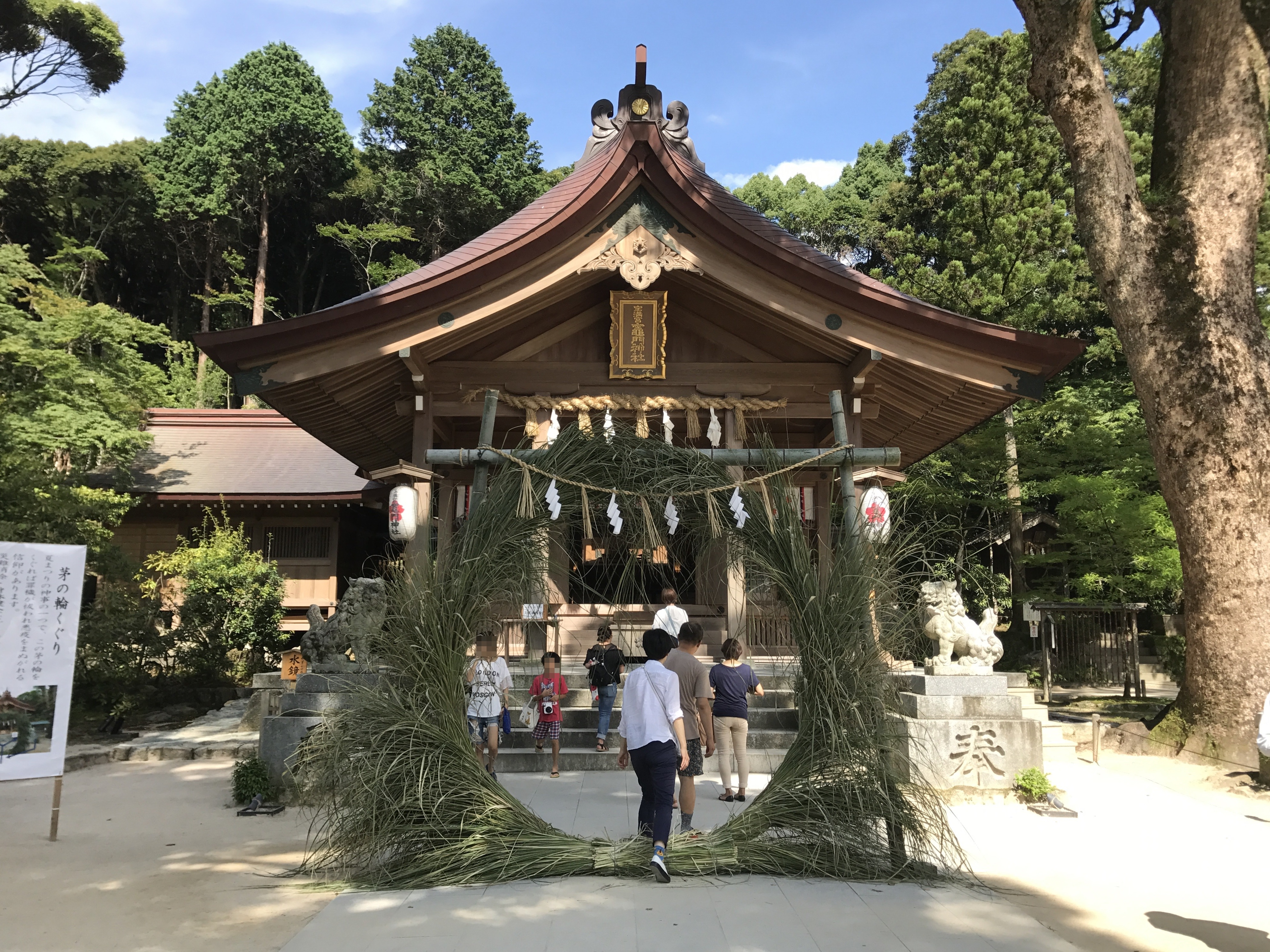
Chi-no-wa, chram Kamado, Fukuoka

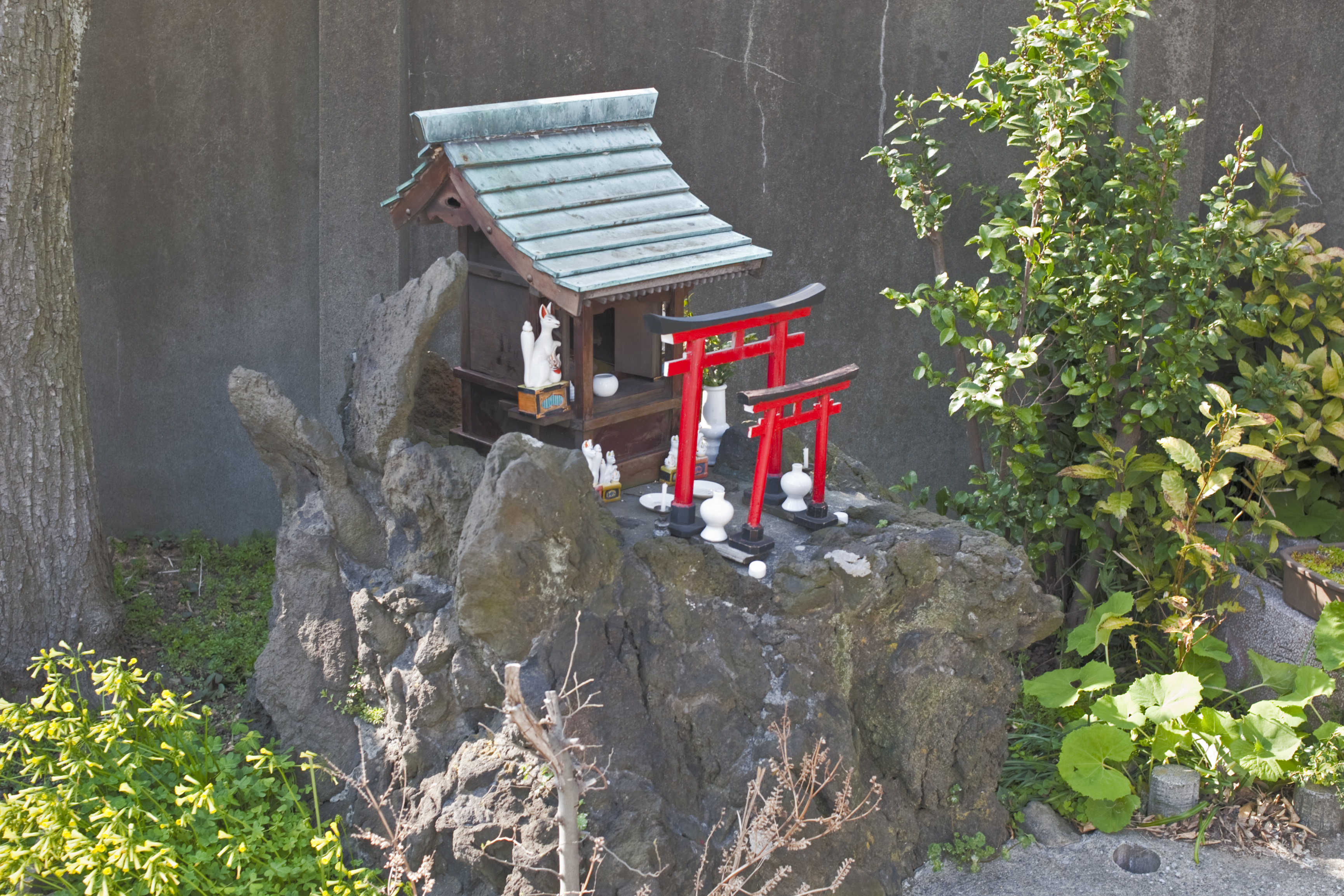
Hokora – miniaturowy chram

Shintō (jap. 神道 shintō, kami-no-michi) lub kannagara-no-michi (jap. 神ながらの道 droga bogów, droga bóstw), pol. także szintoizm, sintoizm – tradycyjna, rodzima religia Japonii oparta na mitologii japońskiej, charakteryzująca się politeizmem oraz różnorodnością przejawów i kultów m.in. animizmu i szamanizmu. Od VI wieku jest związane z buddyzmem (synkretyzm shintō-buddyjski).

## Wstęp
Shintō nie ma założyciela, wspólnego kanonu, organizacji, świętych ksiąg, nawet koncepcji nawrócenia religijnego. Najważniejsze jest natomiast zachowanie równowagi i harmonii między światem bogów, naturą i człowiekiem. Pewną boskość można odnaleźć jako kami („boskiego ducha”) lub można też powiedzieć, że istnieje nieograniczona liczba kami. Można je znaleźć w mitologii, naturze i ludziach. Od czasów starożytnych Japończycy odczuwają dla nich podziw i wdzięczność, co okazują w chramach shintō.
Zwrot kannagara-no-michi lub kannagara-no-ōmichi jest słownikowo przedstawiany jako synonim shintō i „drogi bogów”, ale według wydawnictw specjalistycznych oznacza „w zgodzie z wolą bogów” lub „drogę z wolą kami”. Był używany m.in. w celu odróżnienia ortodoksyjnego shintō świątynnego od sekciarskiego i wierzeń popularnych. Sama zaś nazwa shintō jako określenie grupy religijnej została wprowadzona dopiero w VI wieku n.e., kiedy do Japonii przybył buddyzm.

## Mitologia
Według najstarszej kroniki dworskiej Kojiki („Księga dawnych wydarzeń)” z 712 roku, na początku pramateria była w stanie chaosu, a następnie wyłoniła się z niego Takama-ga-hara (Wysoka Równina Niebios), choć ciężka materia jeszcze nie okrzepła i „na podobieństwo tłuszczu chybotała się niczym meduza”. Pojawiły się na niej trzy pierwsze bóstwa, „duchy jednostkowe o niewidzialnych postaciach”: Amenominakanushi (Ame-no-minaka-nushi, Pan Ogarniający Wszystko na Niebie), Takamimusubi (Najwyższa Święta Moc Życiodajna) i Kamimusubi (Boska Moc Życiodajna). Potem zrodziło się siedem pokoleń bóstw o niesprecyzowanej płci, ale były też i pary. Ostatnia z nich, Izanami i Izanagi, dała życie panteonowi japońskich bóstw i stworzyła świat (Wyspy Japońskie).
Zawiłe dzieje mitologiczne kończą się zstąpieniem wnuka bogini Amaterasu o imieniu Ninigi na ziemię i objęciem nad nią panowania. Jego prawnuk o imieniu Kamu-yamato Iware-hiko po latach marszu dotarł do centralnej Japonii i w miejscowości Kashihara w 660 roku p.n.e. przyjął godność pierwszego ziemskiego cesarza. Imię Jinmu (Boski Wojownik) nadano mu po jego śmierci.
Według japońskiej tradycji, obecnie panujący cesarz Naruhito jest 126. potomkiem Jinmu w prostej linii.

## Historia
Kult kami rozwijał się stopniowo od zarania japońskich dziejów. Cesarz – jako potomek bogini Amaterasu – stał się najwyższym kapłanem i strażnikiem ładu w naturze i do dziś tylko on poprzez obrzędy shintō może sprawić, aby bogowie zapewnili urodzaj ryżu.
System ten wzmacniał się jako imperialny system religijny w okresach Nara (710–794) i Heian (794–1185), a następnie pozostawał we wzajemnym oddziaływaniu z buddyzmem (mahajana, jap. daijō) i konfucjanizmem, które dotarły na wyspy z kontynentu azjatyckiego. Należy też wymienić wpływ starożytnej myśli chińskiej, onmyōdō (dualistyczna koncepcja in'yō, system taoistycznej teorii pięciu żywiołów gogyō), shugendō. Tak szeroki zakres prądów, teorii i idei doprowadził do stworzenia kilkudziesięciu odmian, sekt, szkół i gałęzi shintō oraz dał początek rozmaitym kultom synkretycznym, łączącym czczenie kami z religiami importowanymi.
W okresach Muromachi (1336–1573) i Edo (1600–1868) nastąpiło odrodzenie shintō i w znacznej mierze pozbyto się obcych wpływów. Tak okrojony system częściowo przekształcił się na krótki okres w tzw. „państwową religię” w okresie Meiji (1868–1912), ale natychmiast po zakończeniu II wojny światowej w 1945 roku anulowano ten status „drogi bogów”, która ponownie stała się jedną z form wierzeń. Ta sytuacja była m.in. wynikiem dwoistego pojmowania shintō. Z jednej strony jest to bowiem luźny zestaw praktyk, wierzeń i postaw zakorzenionych w społecznościach lokalnych, a z drugiej – ściśle zdefiniowana i zorganizowana religia na poziomie cesarstwa i państwa. Te dwa podstawowe aspekty, które nie są całkowicie oddzielne, odbijają podstawowe cechy japońskiego charakteru narodowego, widoczne w strukturach społeczno-politycznych i postawach psychologicznych. Przyjmuje się natomiast, że rdzeniem shintō jako religii są uczucia wdzięczności, błagania i podziwu, wyrażane w starożytności uwielbieniem dla bogów niebios i ziemi poprzez rytuały (jingi-saishi), ale pochodzenie tego zwyczaju nie jest jasno określone.

## Obrzędy
Rytuały religijne służą zachowaniu równowagi we wszechświecie. Ceremonie i festiwale nazywają się matsuri. Etymologia tego słowa została zinterpretowana jako wywodząca się od czasownika matsurau, oznaczającego „poddawanie się”, „służenie”, „poddawanie się potędze kami”. Na terenie całego kraju odbywa się wielka liczba lokalnych festiwali, ponieważ prawie każde sanktuarium obchodzi swoje własne. Większość festiwali odbywa się co roku ku czci bóstwa chramu lub jest związane z wydarzeniami sezonowymi lub historycznymi. Niektóre festiwale trwają kilka dni. Ważnym ich elementem są parady, w których kami miejscowego chramu jest przenoszone przez miasto w mikoshi (palankinie).
Do najbardziej znanych i powszechnych rytuałów należą:
- Hatsumōde (także hatsumairi) – pierwsza wizyta w chramie z okazji Nowego Roku;
- Hatsu-miya-mairi – ceremonia przyjęcia noworodka do chramu opiekuńczego (od 30 do 100 dni po urodzeniu) jako nowego wyznawcy oraz modlitwa o jego zdrowy rozwój i szczęśliwe życie;
- Shichi-go-san (dosł. „Siedem-pięć-trzy”) w dniu 15 listopada jest okazją dla chłopców w wieku pięciu lat oraz dziewcząt w wieku trzech i siedmiu lat, aby odwiedzić chram w celu podziękowania za ochronę kami i modlenia się o zdrowy dalszy rozwój;
- Seijin-shiki – ceremonia związana z osiągnięciem dojrzałości po ukończeniu 20. roku życia. Święto narodowe o nazwie Seijin no Hi (Dzień Dorosłych). Do 1999 roku odbywała się zawsze 15 stycznia, od 2000 roku przypada na drugi poniedziałek stycznia;
- ceremonie ślubne (ceremonie pogrzebowe wykonywane są częściej w obrządku buddyjskim);
- inne ceremonie, akty oczyszczania (harae lub harai), obrzędy dotyczące zawodów lub życia codziennego, takie jak: ceremonia oczyszczenia placu budowy, ustawienia szkieletu dla nowego budynku, wodowania statku, czy otwarcia nowej siedziby filii banku.

Jednym z ważnych elementów rytuałów jest ofiarowanie jedzenia (shinsen). Bogom oferuje się dary w postaci ryżu, sake, warzyw, owoców, soli, mięsa, drobiu, czy ryb.
W starożytnych modlitwach wymieniane są złe czyny, jak m.in.: wykroczenia przeciw wspólnocie rolniczej: (przerywanie grobli, zasypywanie kanałów nawadniających pola ryżowe), naruszanie tabu zetknięcia się z martwym ciałem czy krwią. Wierzono, że człowiek może także nieświadomie narazić się bogom. Z tych powodów tak ważne są ceremonie oczyszczania, do których używa się wody i rytualnej różdżki (ōnusa) ze wstążkami białego papieru (shide).
Oddawanie czci bogom i przodkom rodziny odbywa się także przed domowym ołtarzykiem, który nazywa się kamidana (półka bogów rodziny) lub senzodana (półka przodków). Mogą się na niej znajdować talizmany przyniesione z pobliskiego chramu lub z pielgrzymki do wielkiego chramu w Ise (Ise-jingū). Układa się dewocjonalia oraz przedmioty należące do wybitnych przodków i krewnych, tabliczki z ich imionami.
Oddanie czci bogom przed ołtarzem różni się w zależności od regionu i zwyczajów lokalnych, ale zazwyczaj polega ono kolejno na: dwóch pokłonach, dwóch klaśnięciach dłońmi, trzecim pokłonie.

## Religia a polityka
Po restauracji Meiji (1868), gdy przywrócono władzę cesarzowi poprzez obalenie siogunatu rodu Tokugawa, shintō stało się podstawą agresywnej i skrajnie szowinistycznej postawy władz japońskich. Stworzyły one ideologię państwową, opartą na rodzimej mitologii i teorii o boskim pochodzeniu cesarza i Wysp Japońskich, w odróżnieniu od shintō świątynnego (jinja-shintō). Prowadzono powszechną indoktrynację, iż najważniejszą cnotą jest poświęcenie dla cesarza i kraju nawet za cenę życia. W połączeniu z dominacją armii w życiu politycznym oraz hegemonią potężnych konglomeratów zaibatsu w gospodarce, shintō było jednym z filarów japońskiego militaryzmu, aż do klęski Japonii w II wojnie światowej. Było też elementem propagowania japońskiego nacjonalizmu w koloniach, m.in. na Tajwanie.
Po zakończeniu II wojny światowej trzy dokumenty regulowały sprawy religii w Japonii. Pierwszym z nich była dyrektywa SCAPIN-448 wydana przez Supreme Commander for the Allied Powers (SCAP) w dniu 15 grudnia 1945 roku: Abolition of Governmental Sponsorship, Support, Perpetuation, Control and Dissemination of State Shinto (Kokka Shinto, Jinja Shinto) 1945/12/15. Część punktu 2a otrzymała brzmienie: 

… Wprowadza się zakaz związków z rządem oraz propagowania i rozpowszechniania ideologii militarystycznej i ultranacjonalistycznej nie tylko dla shinto, ale także dla wyznawców wszystkich religii, wyznań, sekt i filozofii.

W dniu 1 stycznia 1946 roku cesarz Hirohito w radiowym przemówieniu noworocznym wyrzekł się atrybutów boskości oraz stwierdził, że naród japoński nie jest powołany do panowania nad światem. W ramach tego oświadczenia, na prośbę gen. Douglasa MacArthura, głównodowodzącego sojuszniczymi wojskami okupacyjnymi w Japonii, cesarz – zaprzeczając koncepcji bycia żywym bogiem – wydał swój reskrypt zwany popularnie „Deklaracją człowieczeństwa” (人間宣言,  Ningen-sengen, ang. Humanity Declaration). Dokument ten znany jest również jako: Imperial Rescript on the Construction of a New Japan (新日本建設に関する詔書, Shin Nippon Kensetsu ni Kan suru Shōsho) i Imperial Rescript on National Revitalization (年頭 、国運振興の詔書, Nentō, Kokuun Shinkō no Shōsho).
Konstytucja Japonii, która obowiązuje od 3 maja 1947 roku, w Artykule 14. mówi:

Wszyscy obywatele są równi wobec prawa, niedopuszczalna jest jakakolwiek dyskryminacja w dziedzinie politycznej, ekonomicznej i stosunków społecznych, z powodu rasy, wyznania, płci, pozycji społecznej ani pochodzenia rodzinnego.

a w Artykule 20.: 

Wszystkim gwarantuje się wolność wyznania. Państwo nie udziela żadnych przywilejów organizacjom religijnym; nie mogą również one wykonywać jakiejkolwiek władzy politycznej. Nikt nie może być zmuszany do brania udziału w aktach, ceremoniach, obrzędach i praktykach religijnych. Państwo i jego organy powstrzymują się od nauczania religii oraz od wszelkiej innej działalności religijnej.

## Etymologia
Japońskie słowo shintō (神道) składa się z dwóch znaków. Pierwszy z nich, czytany po japońsku kami, oznacza „bóstwa”, „bogów”, „święte duchy” w rozumieniu i tradycji japońskiej. Drugi znak ma czytanie japońskie michi i oznacza „drogę”, „sposób postępowania”. Oba znaki złożone w jedno słowo, zgodnie z zasadami języka japońskiego, mają czytanie sinojapońskie shintō. Po raz pierwszy zostało ono wymienione w najstarszej kronice japońskiej Nihon-shoki w 720 roku, gdzie odnosiło się do obrzędów religijnych, bóstw i świątyń, ale dopiero pod koniec XII wieku nabrało obecnego znaczenia zbioru doktryn religijnych.

## Rodzaje shintō
Wyróżnia się następujące rodzaje shintō:
- shintō domu cesarskiego (kōshitsu-shintō, 皇室神道 lub kōshitsu-saishi, 皇室祭祀) – dawne ceremonie i rytuały z udziałem cesarza i wyłącznie dla rodziny cesarskiej w trzech chramach znajdujących się na terenach cesarskich;
- shintō ludowe (minkan-shintō, 民間神道) lub wierzenia ludowe (minkan-shinkō, 民間信仰) – niezorganizowane wierzenia w połączeniu z tradycją ludową;
- shintō sekciarskie (kyōha-shintō, 教派神道) – ruchy religijne, które rozwinęły się w XIX wieku, np.: Kurozumi-kyō, Konkō-kyō, Tenri-kyō, pozostając w głównym nurcie, wytworzyły pewne odrębne praktyki i indywidualne cechy wynikające z osobowości swoich liderów;
- shintō świątynne (jinja-shintō, 神社神道) – tradycyjne praktyki religijne na terenie chramów;

Po II wojnie światowej nastąpił rozwój nowych religii wywodzących się z shintō lub o charakterze synkretycznym, jak np. Zenrin-kyō, Gedatsu-kai, Kōfuku-no-Kagaku.

## Galeria

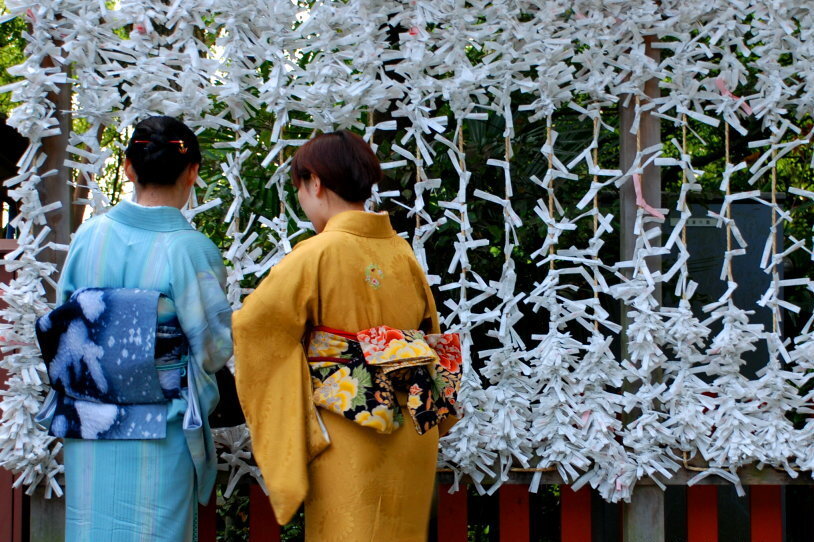
O-mikuji
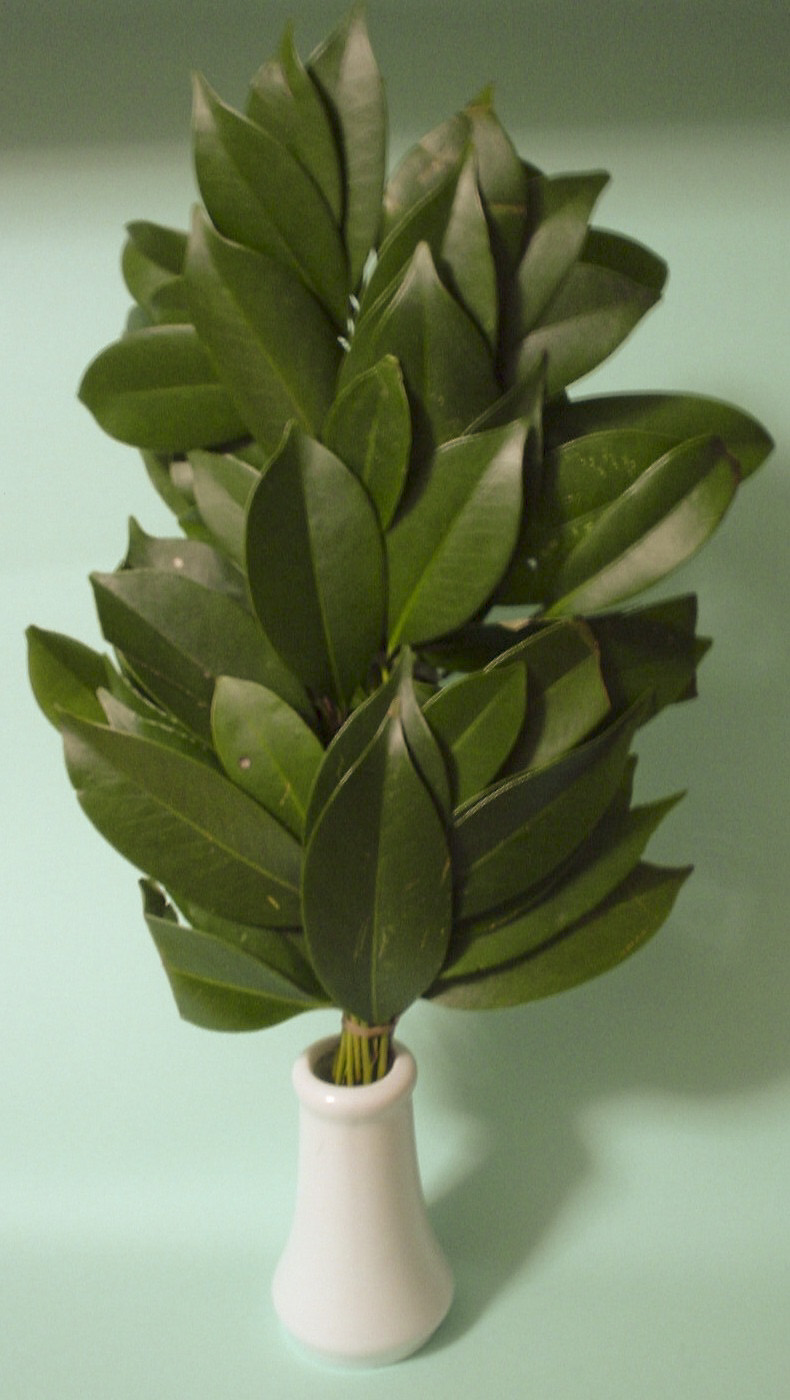
Gałązki sakaki do obrzędów
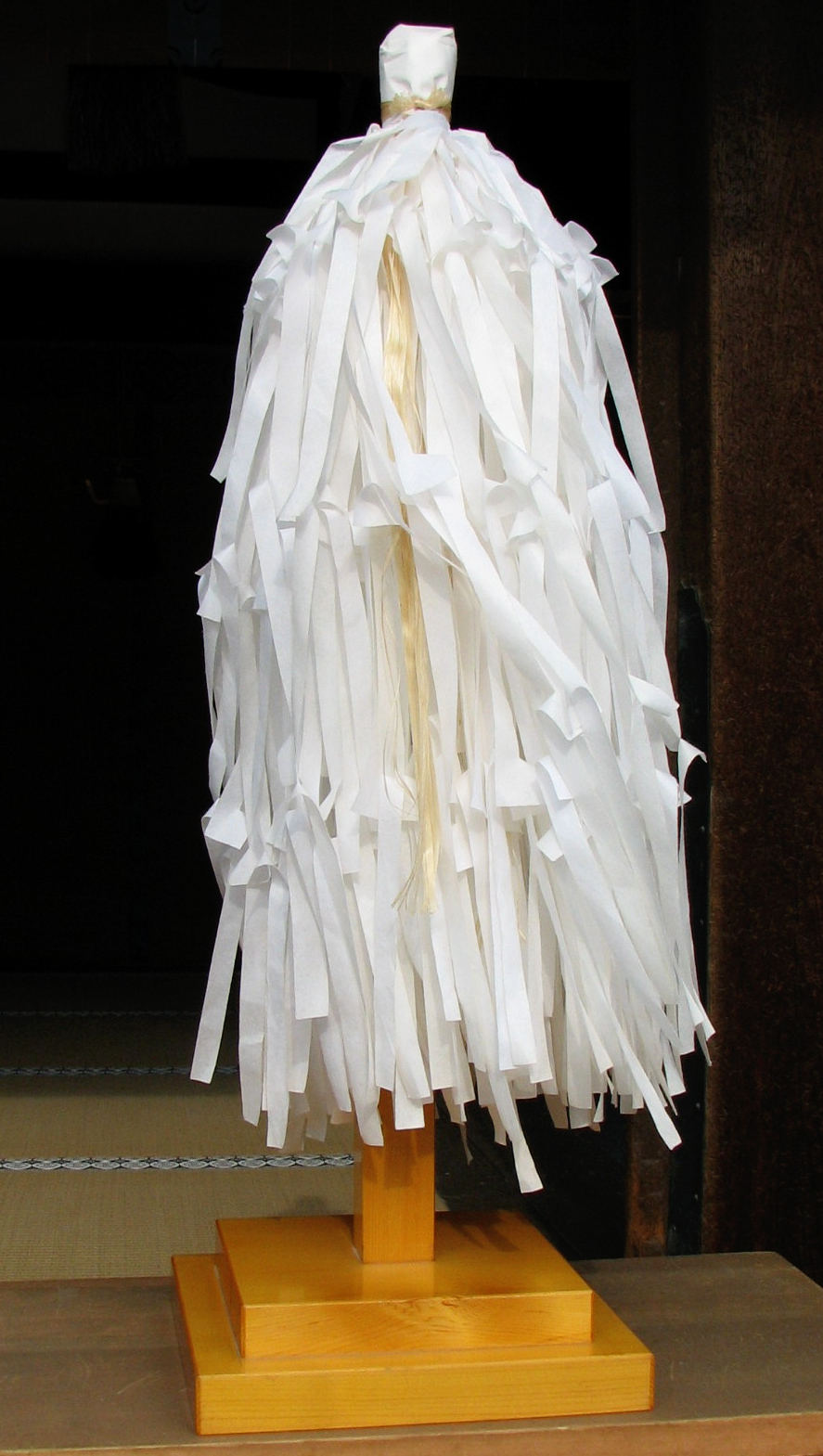
Ōnusa[g]
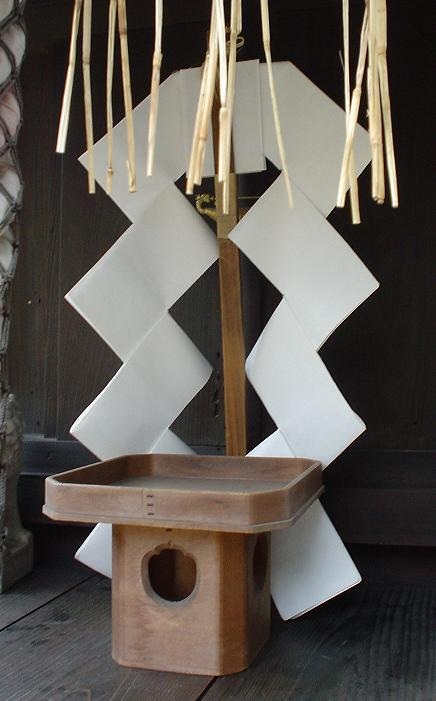
Gohei (rodzaj: heihaku)[h]
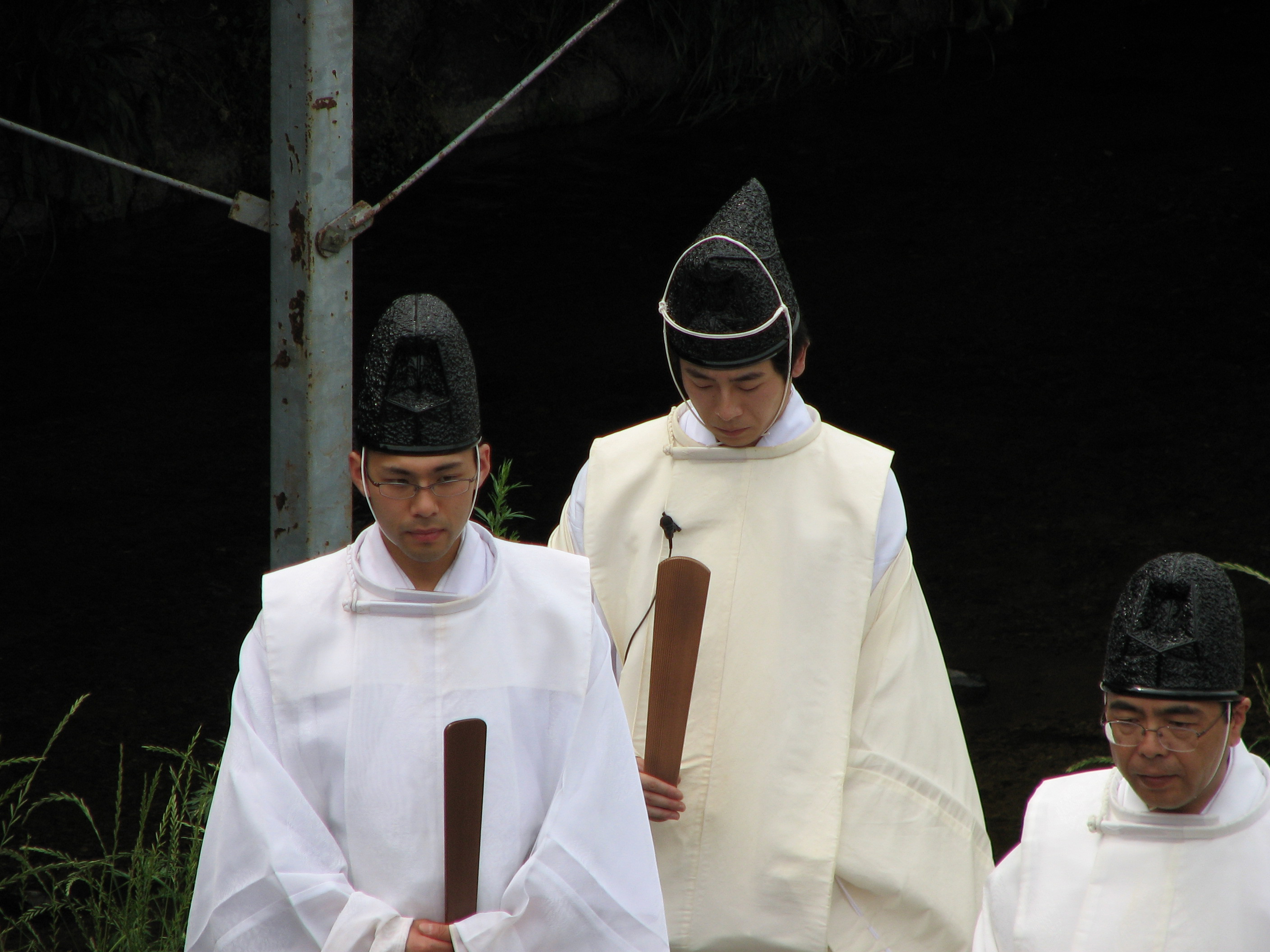
Kannushi z shaku (płaska, drewniana pałka noszona do stroju cesarskiego lub kapłana)[i]
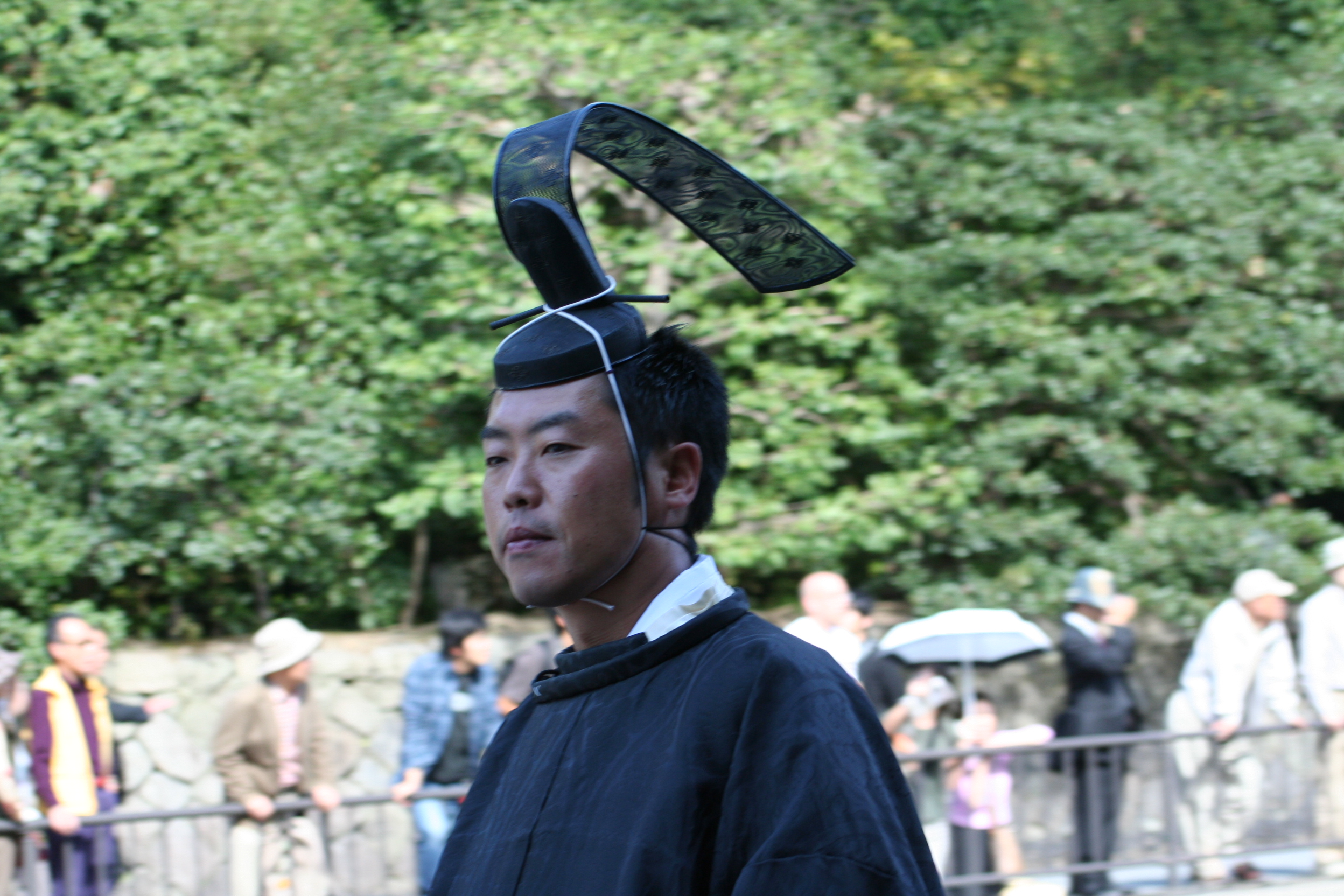
Kanmuri – nakrycie głowy kapłana
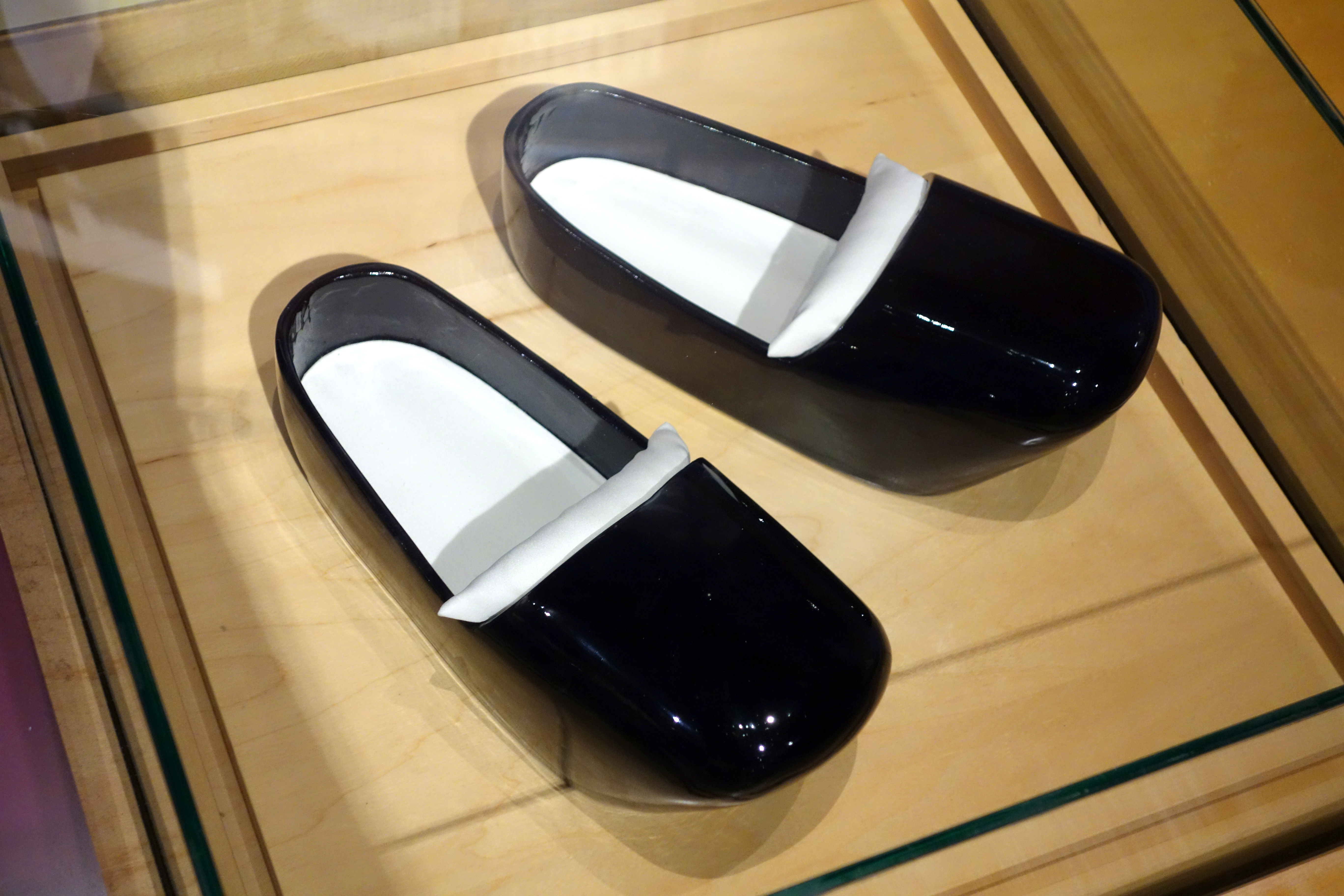
Asagutsu – obuwie kapłana wykonane z drewna paulowni, pokryte laką
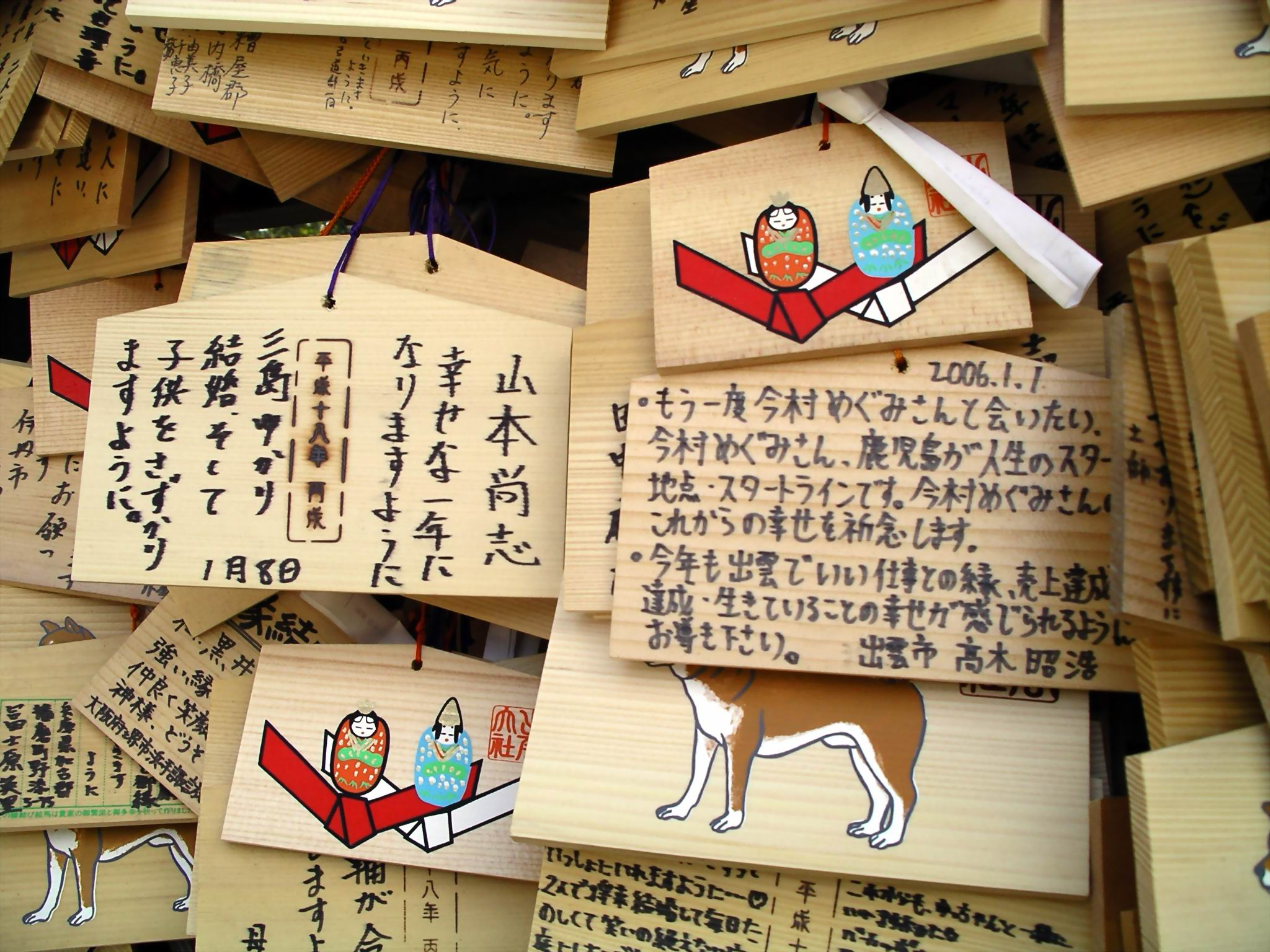
Ema – tabliczki wotywne z prośbami do bogów